# Гонсалес (Луїзіана)
Гонсалес (англ. Gonzales) — місто (англ. city) в США, в окрузі Ассансьйон штату Луїзіана. Населення — 12 231 особа (2020).

## Географія
Гонсалес розташований за координатами 30°12′56″ пн. ш. 90°55′27″ зх. д. / 30.21556° пн. ш. 90.92417° зх. д. (30.215515, -90.924154).  За даними Бюро перепису населення США в 2010 році місто мало площу 21,98 км², з яких 21,70 км² — суходіл та 0,28 км² — водойми. В 2017 році площа становила 23,92 км², з яких 23,64 км² — суходіл та 0,28 км² — водойми.

## Демографія
Згідно з переписом 2010 року, у місті мешкала 9781 особа в 3673 домогосподарствах у складі 2490 родин. Густота населення становила 445 осіб/км².  Було 4034 помешкання (184/км²).
Расовий склад населення:
| - 48,8 % — білих - 44,2 % — чорних або афроамериканців - 1,1 % — азіатів - 0,2 % — корінних американців - 0,1 % — вихідців з тихоокеанських островів - 4,0 % — осіб інших рас |

До двох чи більше рас належало 1,6 %. Частка іспаномовних становила 8,4 % від усіх жителів.
За віковим діапазоном населення розподілялося таким чином: 25,2 % — особи молодші 18 років, 62,6 % — особи у віці 18—64 років, 12,2 % — особи у віці 65 років та старші. Медіана віку мешканця становила 35,2 року. На 100 осіб жіночої статі у місті припадало 90,7 чоловіків;  на 100 жінок у віці від 18 років та старших — 87,4 чоловіків також старших 18 років.
Середній дохід на одне домашнє господарство  становив 66 472 долари США (медіана — 54 805), а середній дохід на одну сім'ю — 77 963 долари (медіана — 67 848). Медіана доходів становила 66 957 доларів для чоловіків та 32 445 доларів для жінок. За межею бідності перебувало 18,6 % осіб, у тому числі 22,6 % дітей у віці до 18 років та 10,0 % осіб у віці 65 років та старших.
Цивільне працевлаштоване населення становило 4779 осіб. Основні галузі зайнятості: освіта, охорона здоров'я та соціальна допомога — 21,6 %, виробництво — 11,3 %, роздрібна торгівля — 11,0 %.